# Наубахти
Наубахти́ (перс. نوبختی‎) — персидский род, основанный астрологом при багдадском халифе аль-Мансуре, ан-Наубахтом. Члены династии были известными учёными и государственными деятелями внесших свою лепту в создание мусульманской цивилизации, в частности в области точных наук, философии и догматики.

## История
Первоначально ан-Наубахт был астрологом и переводчиком при дворе последних омейядских халифов. С утверждением аббасидской династии сблизился с халифом аль-Мансуром и за свою верность Аббасидам получил от последнего в ленное владение 2 тысячи джарибов земли в аль-Хувайзе. Его имя Наубахт («новое счастье»), вероятно связано с принятием им ислама. Во время правления халифа аль-Мансура выросла его известность и его влияние при дворе. В 762 году вместе с халифом и Машаллахом руководил измерениями при основании Багдада. Сообщают, что именно Наубахт, будучи придворным астрологом, по положению звезд и светил вычислил час начала строительства города.. Тогда же Наубахт под дружеским давлением халифа аль-Мансура принял ислам. Прожил более ста лет.
После смерти Наубахта место придворного астролога и переводчика занял его сын аль-Фадль ибн ан-Наубахт. Аль-Фадль был назначен халифом в качестве главного библиотекаря Хизанат аль-хикма («Казначейство знаний»), который позже стал известен как Дом мудрости. Написал астрологические трактаты, и перевёл греческие книги по астрологии. Перевёл на арабский язык астрологические манускрипты Тевкра Вавилонянина и римлянина Веттия Валента, которые были переведены на пехлеви. Пережил семь халифов и умер в 818 при халифе аль-Мамуне.
Внук ан-Наубахта аль-Хасан ибн Сахль ан-Наубахти (IX век) был придворным астрологом халифа аль-Васика. Переводил с персидского на арабский язык. Автор книги Об анва («Фи-ль-анва»).
Абдуллах ан-Наубахти работал астрологом при дворе халифа аль-Мамуна (813—833) и его преемниках. Он был сыном Сахля ан-Наубахти и братом аль-Хасана ибн Сахля.

## Список представителей рода
- Ан-Наубахт (ум. 777) — персидский астролог, основатель рода Наубахти.
- Абу Сахль аль-Фадль ибн ан-Наубахт (VIII век) — астролог при дворе халифа Харун-ар-Рашида.
- Аль-Хасан ибн Сахль ан-Наубахти (IX век) — внук аль-Фадля ибн Наубахта, работал астрологом при дворе халифа аль-Васика.
- Абдуллах ибн Сахль ан-Наубахти (IX век) — внук аль-Фадля ибн Наубахта, работал астрологом при дворе халифа аль-Мамуна (813—833) и его преемниках.
- Аль-Хасан ибн Муса ан-Наубахти (IX век) — историк-ересиограф, идеолог шиитского движения конца IX века.
- Абу Сахль Исмаил ибн Али ан-Наубахти[англ.] (ум. 923) — шиитский богослов.
- Абу Исхак Ибрахим ибн Исхак ибн Фадль ан-Наубахти[араб.] (ок. 864 — ок. 932) — шиитский богослов.
- Хусейн ан-Наубахти[англ.] (ум. 938) — шиитский богослов.